# La trampa (álbum)
La trampa es el nombre del sexto álbum de estudio de la agrupación guatemalteca Alux Nahual en la que continúan con el estilo alternativo de su anterior producción Alto al fuego (1987), editado por DIDECA Internacional en 1989. El disco cuenta con 8 temas, todos con una equilibrada propuesta entre letra y música. El disco contó con dos sencillos radiales, el tema que le da nombre y la balada De la noche a la mañana, uno de los temas más exitosos de la banda.

## Estructura y logros del disco
Grabado en los estudios de DIDECA Internacional por Guillermo Castillo, es publicado en acetato y casete. Comparado con el disco anterior, este presenta arreglos más complejos y una argumentación musical mayor, sin perder el nuevo estilo de rock alternativo recién adquirido.
El disco inicia con el tema "Perros de la ciudad", un sólido tema rock. Le sigue el sencillo "De la noche a la mañana", con gran aceptación radial y una canción de las más esperadas en vivo. "No somos niños ya" es el tercer tema del disco, tal vez el mejor ensamble sinfónico del disco que trata acerca de Centroamérica en el marco de la guerra fría. Le sigue "Eres la única", tema de Plubio Aguilar que bien podría haber sido un sencillo radial pero que se mantiene como uno de los temas más desconocidos de la discografía de Alux. Ranferí contribuye con dos temas: "La trampa" y "En el tiempo". "Traficantes de religión" es un tema de Álvaro Aguilar en el que relega el uso de la guitarra acústica por el sonido de teclados. La producción concluye con una canción de Oscar Conde, "No te llames padre", que alude a la responsabilidad de la paternidad. 
Si bien el disco no puede igualar los grandes logros de la producción anterior, esta es una producción con temas tradicionales en la discografía de Alux, siempre trabajados con excelente interpretación musical y que muestra la madurez que como grupo fue adquiriendo con el tiempo. Para promocionar el disco realizaron varias presentaciones en todo el istmo centroamericano.

## Listado de temas
1. "Perros de la ciudad" (Álvaro Aguilar/Oscar Conde)
2. "De la noche a la mañana" (Paulo Alvarado)
3. "No somos niños ya" (Álvaro Aguilar)
4. "Eres la única" (Plubio Aguilar)
5. "La trampa" (Ranferí Aguilar)
6. "En el tiempo" (Ranferí Aguilar)
7. "Traficantes de religión" (Álvaro Aguilar)
8. "No te llames padre" (Oscar Conde)

## Producción
- Producción: DIDECA, S.A.
- Grabación y Mezcla: Guillermo Castillo
- Director artístico: César García